# ماريا أنطونيا أرمينغول
ماريا أنطونيا أرمينغول (22 سبتمبر 1950، باريس فرنسا) هي سياسية إسبانية تنتمي إلى حزب العمال الاشتراكي الإسباني.
متزوجة، أرمينغول مؤهلة كمحامية ودخلت الحياة السياسية في عام 1983 عندما تم انتخابها نائبة عن الحزب الاشتراكي الاشتراكي في البرلمان الإقليمي في منطقة فالنسيا في كورتيس فالنسيا، وعملت حتى عام 2003.
في عام 2004 تم انتخابها لعضوية مجلس النواب نائبة عن منطقة فالنسيا لكنها لم ترشح نفسها لانتخابات عام 2008. عملت أيضًا كعضو في اللجنة الفيدرالية لـ الحزب الاشتراكي الاشتراكي.